# Петер Ач
Петер Ач (на унгарски: Ács Péter) е унгарски шахматист. През април 2008 година има ЕЛО коефициент 2548, което го поставя на 10-о място по сила в Унгария. Носител е на звание международен майстор от 1997 г. и става гросмайстор през 1998 г. През 2001 година спечелва световното първенство за юноши до 20 години в Атина. През октомври 2007 година поделя първата позиция на турнира „Мемориал Маркс Джорджо“ с индиеца Пентала Харикришна. Ач е студент и живее в град Пакш, Унгария.